# Brazylia na Letnich Igrzyskach Olimpijskich 1924
Brazylię na Letnich Igrzyskach Olimpijskich 1924 w Paryżu reprezentowało 11 zawodników w 3 dyscyplinach.

## Reprezentanci

### Lekkoatletyka
Konkurencje biegowe
| Konkurencja        | Zawodnik         | Eliminacje | Eliminacje | Ćwierćfinał   | Ćwierćfinał   | Półfinał      | Półfinał      | Finał              | Finał              |
| Konkurencja        | Zawodnik         | Wynik      | Miejsce    | Wynik         | Miejsce       | Wynik         | Miejsce       | Wynik              | Miejsce            |
| ------------------ | ---------------- | ---------- | ---------- | ------------- | ------------- | ------------- | ------------- | ------------------ | ------------------ |
| 100 m              | Álvaro Ribeiro   | b.d        | 5.         | Nie awansował | Nie awansował | Nie awansował | Nie awansował | Nie awansował      | Nie awansował      |
| 200 m              | Álvaro Ribeiro   | b.d        | 3.         | Nie awansował | Nie awansował | Nie awansował | Nie awansował | Nie awansował      | Nie awansował      |
| 400 m              | Narciso Costa    | b.d        | 3.         | Nie awansował | Nie awansował | Nie awansował | Nie awansował | Nie awansował      | Nie awansował      |
| 800 m              | Narciso Costa    | b.d        | 6.         |               |               | Nie awansował | Nie awansował | Nie awansował      | Nie awansował      |
| 5000 m             | Alfredo Gomes    | b.d        | 9.         |               |               |               |               | Nie awansował      | Nie awansował      |
| 110 m przez płotki | Alberto Byington | b.d        | 5.         |               |               | Nie awansował | Nie awansował | Nie awansował      | Nie awansował      |
| bieg przełajowy    | Alfredo Gomes    |            |            |               |               |               |               | Nie ukończył biegu | Nie ukończył biegu |

Konkurencje techniczne
| Konkurencja    | Zawodnik          | Eliminacje                     | Eliminacje                     | Finał         | Finał         |
| Konkurencja    | Zawodnik          | Wynik                          | Miejsce                        | Wynik         | Miejsce       |
| -------------- | ----------------- | ------------------------------ | ------------------------------ | ------------- | ------------- |
| skok o tyczce  | Eurico de Freitas | 3,40                           | 5.                             | 3,40          | 11.           |
| pchnięcie kulą | José Galimberti   | 11,30                          | 25.                            | Nie awansował | Nie awansował |
| pchnięcie kulą | Octávio Zani      | Nie zaliczył żadnej odległości | Nie zaliczył żadnej odległości | Nie awansował | Nie awansował |
| rzut dyskiem   | José Galimberti   | 36,52                          | 20.                            | Nie awansował | Nie awansował |
| rzut dyskiem   | Octávio Zani      | 35,72                          | 23.                            | Nie awansował | Nie awansował |
| rzut młotem    | Octávio Zani      | 33,895                         | 14.                            | Nie awansował | Nie awansował |
| rzut oszczepem | Willy Seewald     | 49,39                          | 18.                            | Nie awansował | Nie awansował |

### Strzelectwo
| Konkurencja                      | Zawodnik    | Finał | Finał   |
| Konkurencja                      | Zawodnik    | Wynik | Pozycja |
| -------------------------------- | ----------- | ----- | ------- |
| karabin małokalibrowy leżąc 50 m | José Macedo | 380   | 38.     |

### Wioślarstwo
| Konkurencja     | Zawodnik                         | Półfinał | Półfinał | Repasaż | Repasaż | Finał | Finał | Pozycja |
| Konkurencja     | Zawodnik                         | Czas     | M.       | Czas    | M.      | Czas  | M.    | Pozycja |
| --------------- | -------------------------------- | -------- | -------- | ------- | ------- | ----- | ----- | ------- |
| Dwójka podwójna | Carlos Castello Edmundo Castello | b.d      | 2.       |         |         | b.d   | 4.    | 4.      |